# أنسطاسيوس السينائي
أنسطاسيوس السيناطي (بالإنجليزية: Anastasius Sinaïta) ويسمى أيضاً بأنسطاسيوس السينائي (بالإنجليزية: Anastasios of Sinai) وهو قديس يوناني تواجد في الإسكندرية، تواجد في القرن السابع الميلادي وسمي بالسينائي نسبة لخدمته كاتب وقس وراهب في دير سانت كاترين في جبل سيناء. وهو كاتب مختص بالدراسات الكنسية. يعتبر قديساً عند الكنيسة الرومانية الكاثوليكية وعند الكنيسة الأرثوذكسية الشرقية ويحتفل بعيده في يوم 20 أبريل نيسان من كُل سنة.

## روابط خارجية
- أنسطاسيوس السينائي على موقع الموسوعة البريطانية (الإنجليزية)